# Jan Nijsingh (1774-1830)
Jan Nijsingh (Westerbork, 20 juni 1774 - Schiphorst, 2 september 1830) was een Nederlandse schulte en maire.

## Leven en werk
Nijsingh was een zoon van de schulte van Westerbork Jan Tijmen Nijsingh en Wilhelmina Alingh. Van moederszijde was hij een kleinzoon van de schulte van Gasselte, Jan Alingh. Van vaderszijde waren al zijn voorvaders in rechte lijn schulte van Westerbork geweest. Zijn oudst bekende voorvader Luitge Nijsingh werd in 1566 door Eigenerfden en Ridderschap van Drenthe aangesteld tot schulte van Westerbork en in 1575 in deze functie door Filips II.
Nijsingh was van 1805 tot 1813 schulte en maire van Koekange en de Wijk. Hij volgde in die functie zijn oom Rudolf Willem op. In 1814 werd hij weer benoemd tot schout van de Wijk. Het een en ander verliep wat merkwaardig. Nijsingh verzocht in 1812 om ontslag als maire van de Wijk en Koekange. Het ontslag werd eerst aangehouden en vervolgens toegekend. Zijn opvolger Van de Wetering weigerde echter zich te laten beëdigen. Uiteindelijk stemde hij in juli 1813 toe, maar vroeg vrijwel onmiddellijk weer om zijn ontslag. In 1814 werd Van de Wetering toch weer opgevolgd door zijn voorganger Nijsingh. In 1814 was Nijsingh lid van de Vergadering van Notabelen. In datzelfde jaar werd hij gekozen tot lid van Provinciale Staten van Drenthe. Toen hij in 1821 werd gekozen tot lid van Gedeputeerde Staten legde Nijsingh zijn functie als schout van de Wijk neer. Hij werd opgevolgd door zijn neef Lucas Nijsingh.
Nijsingh trouwde op 10 september 1796 te de Wijk met Grietje Snoek, dochter van Andries Snoek en Roelofjen Bertelts Schiphorst. Hun zoon Andries Snoek Nijsingh was raadsheer bij het gerechtshof te Assen, hun zoon Jan Timen was burgemeester van Ruinerwold, hun dochter Wilmina Alida trouwde met Jan Tijmens Homan; zij zijn de ouders van de commissaris van de Koning Johannes Linthorst Homan. Hun kleinzoon Anthony Ewoud Jan, zoon van Andries Snoek Nijsingh, was Eerste Kamerlid.
De broer van Nijsingh, Hendrik, was schulte, maire en burgemeester van Westerbork.

## Bezit in Westerbork
Nijsingh bezat samen met zijn twee broers (Lucas en Hendrik) en twee zusters het Nijssingh-erf in Westerbork, dat van zijn in 1804 overleden vader was geweest. Na het overlijden van zijn broer Lucas kwam het Nijssingh-erf in 1863 in het bezit van zijn neef Jan Tymen Kymmell. Deze liet de bestaande bebouwing grotendeels slopen en bouwde er een herenhuis dat in Westerbork Kymmell's börchien of Kymmel's burcht werd genoemd. Het huis lag tegenover een bosje, waar later het gemeentehuis van de toenmalige gemeente Westerbork werd gebouwd. Kymmell's burcht werd in 1925 afgebroken.
- Biografisch Portaal: 32157919
- Parlement.com: vg09llvu6kyy